# Rouge-gorge (film)
Pour les articles homonymes, voir Rouge gorge (homonymie).
Pour plus de détails, voir Fiche technique et Distribution.
Rouge-gorge est un film franco-belge réalisé par Pierre Zucca et sorti en 1985.

## Synopsis
Seule à Paris pendant l'absence de son père, Reine tente de percer le secret d'un mystérieux trafic dont les intermédiaires sont les coursiers d'une agence de voyages. Elle ramène chez elle un motard blessé et fait la connaissance de la maîtresse de son père.

## Fiche technique
Sauf indication contraire, les informations mentionnées dans cette section peuvent être confirmées par la base de données cinématographiques Unifrance,  présente dans la section « Liens externes ».
- Titre original : Rouge-gorge
- Réalisateur : Pierre Zucca
- Assistants à la réalisation : Arnaud Esterez, Lorraine Groleau, Serge Meynard
- Scénaristes : Pierre Zucca, Suzanne Schiffman
- Montage : Nicole Lubtchansky
- Photographie : Paul Bonis
- Cadre : Pierre Gordower
- Scripte : Zoé Zurstrassen
- Son : Ricardo Castro
- Musique : Maurice Ravel
- Décors : Max Berto
- Producteurs : Évelyne July-Haas, Jacques Pomonti
- Sociétés de production : Swan Productions, FR3
- Pays de production :  Belgique -  France
- Langue de tournage : français
- Format : Couleur - 1,66:1 - Son mono - 35 mm
- Genre : drame
- Durée : 100 minutes (1h40)
- Sortie : 
  - France : 6 février 1985

## Distribution
- Philippe Léotard : Louis Ducasse, le riche père de Reine
- Laetitia Léotard : Reine Ducasse, sa fille étudiante en histoire venue habiter chez lui à sa sortie de pension
- Jérôme Zucca : Charles, un jeune motard qui, blessé, vient se réfugier auprès de Reine
- Victoria Abril : Marguerite, la pseudo secrétaire de Louis
- Fabrice Luchini : Frédéric, l'ami de Reine, un étudiant en médecine qui la convoite
- Benoît Régent : Philippe Page, l'agent de change de Louis
- Mathieu Schiffman : Gilles
- Toni Cecchinato : le concierge
- Nicole Duret : la caissière du cinéma
- Irène Fabry : la dame des toilettes
- Bernard Scheyen : le garçon du club
- Jean-Noël Brouté : un membre de la bande
- Didier Cherbuy : un membre de la bande
- Eric Druel : un membre de la bande
- Nicolas Le Quang : un membre de la bande
- Jean Ber : un siffleur
- Max Berto : un siffleur
- Robert Langlois: un siffleur
- Jacques Mathou: un siffleur